# Erdstall

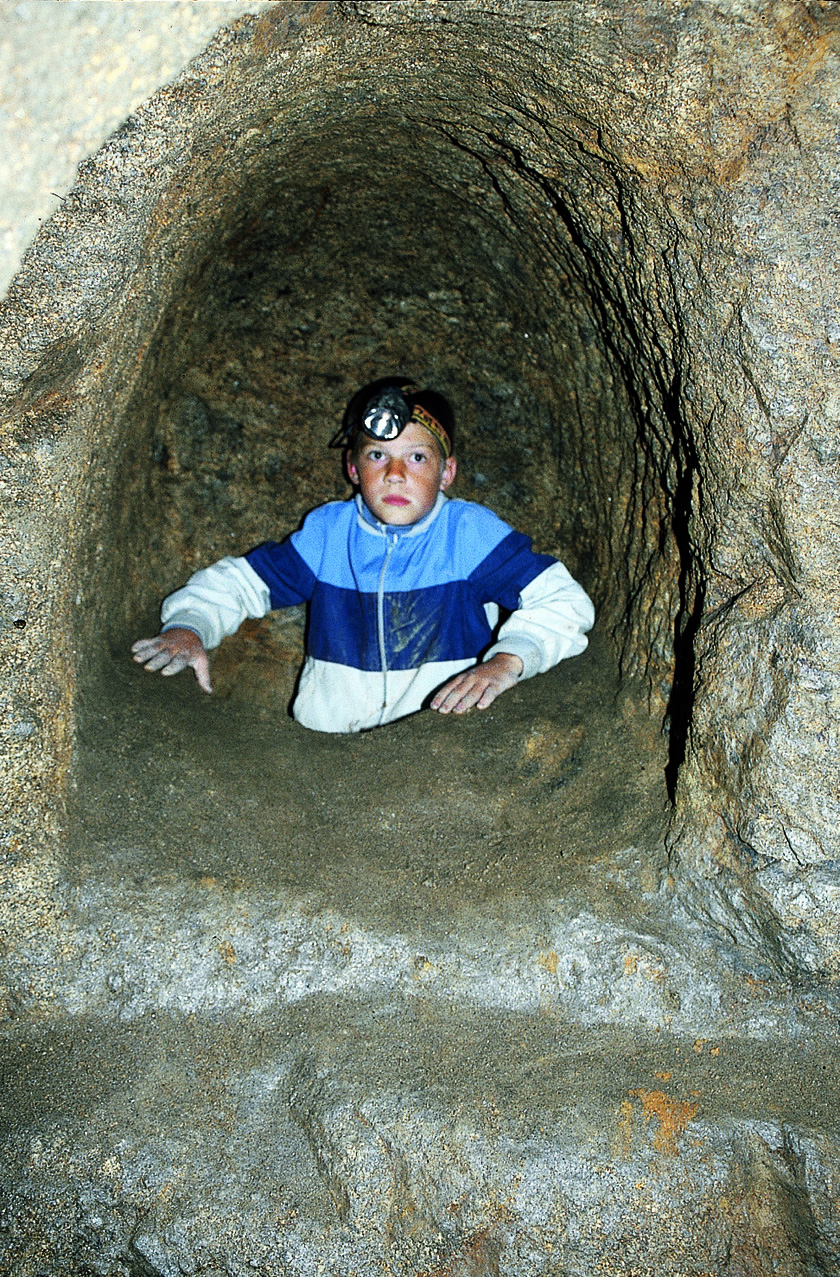
Engstellen sind charakteristisch für Erdställe. Um in den nächsten Abschnitt zu gelangen, muss man sich durch diese „Schlupfe“ zwängen.

Als Erdstall wird im nordöstlichen Alpenvorland ein im Mittelalter von Menschenhand geschaffenes unterirdisches, nicht ausgebautes Gangsystem bezeichnet. Der Begriff „Erdstall“ bedeutet „Stätte unter der Erde“ oder „Erd-Stollen“ und hat nichts mit einem Viehstall zur separaten Unterbringung der Haustiere zu tun.

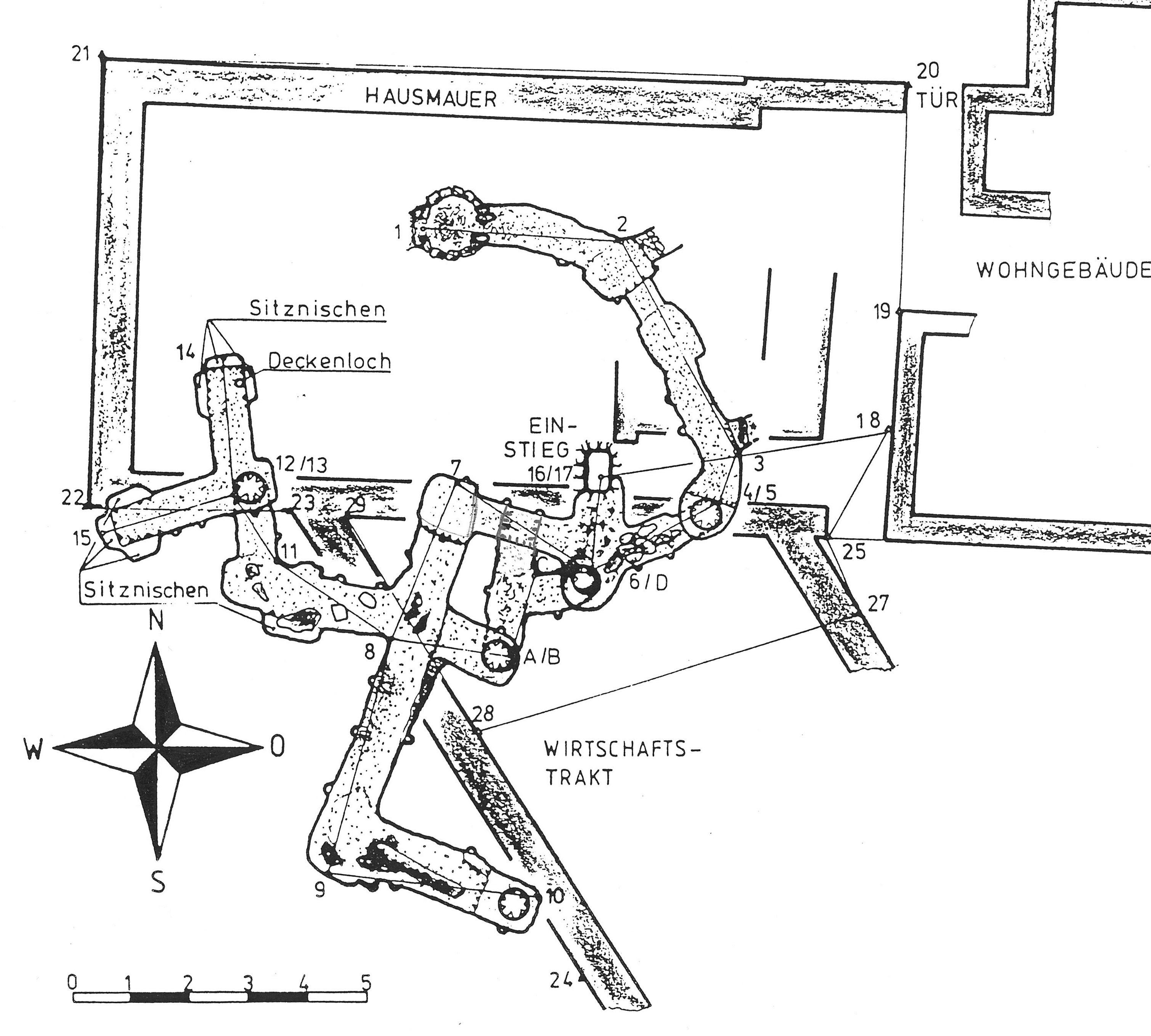
Grundriss eines Erdstalls im oberösterreichischen Bad Zell

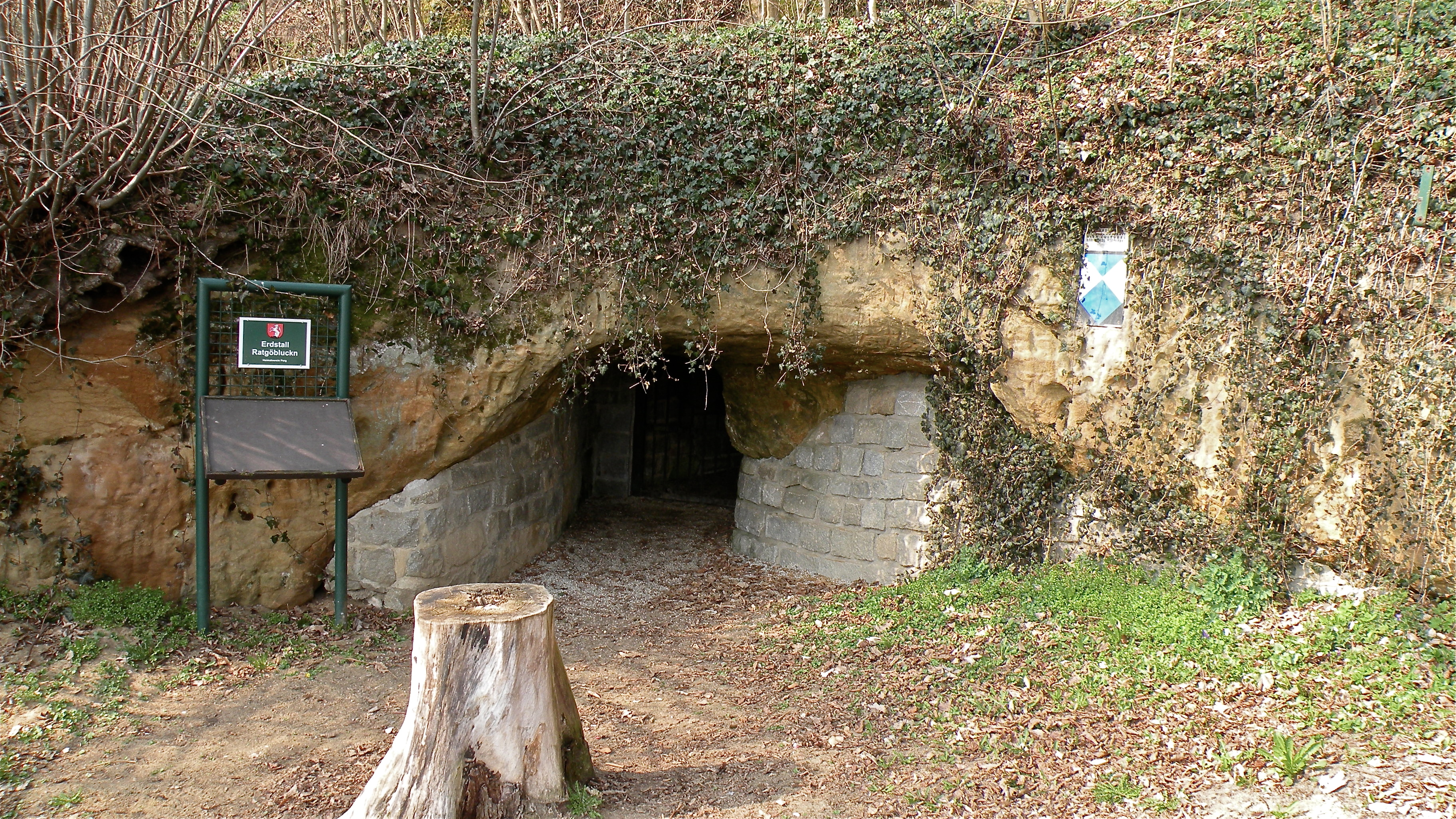
Erdstall Ratgöbluckn bei Perg, Österreich

## Benennung
Der Volksmund nennt die Anlagen „unterirdische Gänge“ oder einfach „Geheimgänge“. Vor allem in Bayern ist die Bezeichnung „Schratzlloch“ verbreitet, da sie dem Volksglauben nach von Zwergen (Schrat, Schratzl, Schrazel, Schranzen) gegraben wurden. Daneben kommen oft Bezeichnungen wie „Zwerg-“ oder „Quergloch“, in Oberösterreich „Grufen“, sowie mannigfache lokale Begriffe vor. Seit dem 19. Jahrhundert wurde der in Niederösterreich gebräuchliche Begriff „Erdstall“ in der Fachliteratur vorherrschend.

## Beschreibung
Die Gänge sind meist winkelig angeordnet, bis zu 60 cm breit und 1,0 bis 1,4 m hoch. In vielen Erdställen gibt es auch Lampennischen sowie zumeist endständige kammerartige Erweiterungen und Sitznischen. Engstellen, die nur kriechend passiert werden können, werden als „Schlupf“ bezeichnet.

## Erscheinungsformen
Zur neuzeitlichen Systematisierung wurde von Erdstallforschern eine grobe Kategorisierung der am häufigsten vorkommenden Bauformen vorgenommen:
- Typ A besitzt einen längeren Hauptgang mit Durchschlupfen und Seitengängen.
- Typ B erstreckt sich über mehrere Etagen, die durch vertikale Schlupfe miteinander verbunden sind. Auch ein mit einer Trockenmauer verschlossener Bauhilfsschacht ist anzutreffen. Am Ende des Ganges gibt es Sitznischen oder eine Raumerweiterung mit einer Sitzbank.
- Typ C besitzt meist horizontale Schlupfe und am Ende oder mittendrin einen Rundgang, in dessen Bereich der Gang eine aufrechte Begehung zulässt.
- Typ D weist Kammern auf, die durch Gänge miteinander verbunden sind. Die Engstellen dazwischen sind überwiegend horizontal angelegt.

## Verbreitung

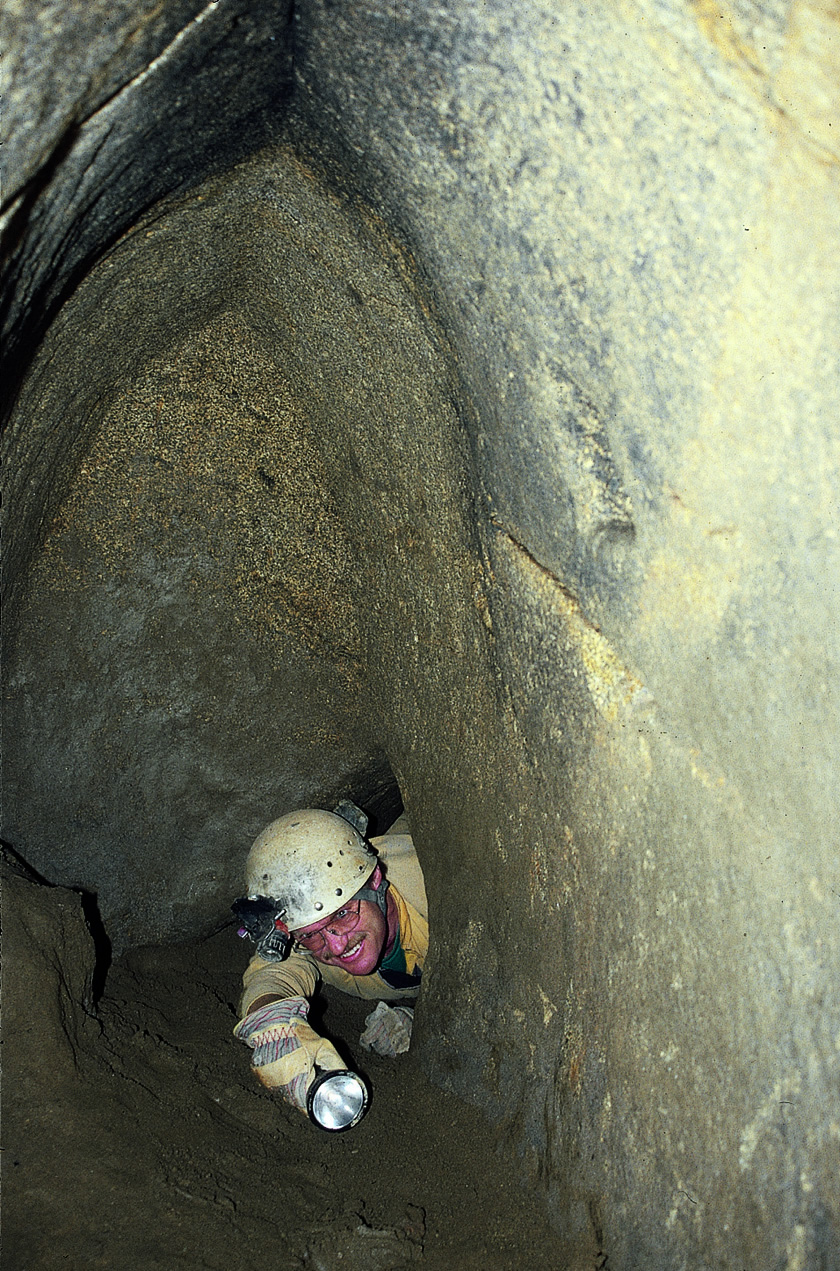
Waagerechter Schlupf

Erdställe gibt es in Bayern (über 700), Oberösterreich, Niederösterreich und vereinzelt in der Steiermark und im Burgenland. Ähnliche Anlagen kennt man auch in Baden-Württemberg, Sachsen-Anhalt, Frankreich (Souterrain-refuge), Polen, Tschechien, der Slowakei und Ungarn. Die geographische Verbreitung der Erdställe hängt u. a. mit geologischen Bedingungen zusammen. Der Boden muss ausreichend fest und doch gut bearbeitbar sein. Entsprechende Bedingungen bietet etwa der  Lehm, Löss, Sandstein, Schlier, Tuff oder Flins (verwitterter Granit). In massivem Fels oder losem Schotter kommen Erdställe nicht vor.
Unterirdische Objekte in vergleichbarer Bauweise, aber teilweise anderer Funktion und Zeitstellung finden sich in Großbritannien (besonders Cornwall und Schottland), wo sie als Souterrain, Weem, Fogou oder Earthhouse bezeichnet werden, sowie in Irland, Spanien und Frankreich.
Es gibt auch Sagen von unterirdischen Gängen, die einen Ort A mit einem mehrere Kilometer entfernten Ort B verbinden sollen. Erdställe dieser Länge gibt es jedoch nicht. Existierende Gangsysteme sind selten länger als 50 Meter. Wahrer Kern hinter derartigen Sagen ist aber oft, dass an beiden Orten ein Erdstall existiert. 

### Mähren
- Erdstall von Přeskače
- Zlabings: Erdställe unter mehreren Hausstellen der Wüstung Pfaffenschlag, in den 1970er Jahren archäologisch untersucht[6]
- Božice: Erdstall am Tančící kopec (Tanzberg).

### Niederösterreich
- Dürnkrut: Bei Kellersanierungsarbeiten entdeckter Erdstall.
- Nonndorf (Stadt Raabs an der Thaya): Gut erhaltener Erdstall mit zwei Rundgängen (einer verstürzt) unter einem Bauernhof.
- Kleinzwettl: Erdstall mit Rundgang unter einer Wehrkirche.
- Ruppersthal: Erdställe auf mehreren Grundstücken des Ortes.
- Herrnbaumgarten: Mehrere Häuser besitzen einen Erdstall.
- Gaweinstal: Bei einer Kellergrabung zufällig gefundener Erdstall.
- Thaya: In einem Herrenhaus der Wüstung Hard[7]
- Althöflein (Katastralgemeinde von Großkrut): Erdstallanlagen im Kapellenberg samt Erdstallmuseum.
- Schwedenhöhlen: Mehrere Erdställe im Rohrwald.
- Röschitz: Ort mit den meisten Erdställen.[8]
- Stillfried: Einer von ursprünglich mindestens drei Erdställen ist noch begehbar.

### Oberösterreich
- Erdstall Ratgöbluckn in Perg
- Erdstall unter dem Denkmalhof „Mittermayr“ im Freilichtmuseum Pelmberg, Gemeinde Hellmonsödt[9]
- Erdstall Flehlucka in der Gemeinde Wartberg ob der Aist[10]
- Erdstall unter dem Gasthaus zum Feuchten Eck in der Gemeinde Bad Zell[11]
- Erdstall unter dem Gasthof Wösner in der Gemeinde Münzkirchen
- Erdstall unter dem Bauernhaus Kleinmollsberg Nr. 2 in der Gemeinde Neustift im Mühlkreis[12]
- Erdstall am Schlosserhügel in Rohrbach[12]

### Steiermark
- Mehrere Erdställe in der Region Vorau, z. B. in Puchegg

### Bayern
- Erdstall Doblberg bei Glonn (Oberbayern, Landkreis Ebersberg)
- Mitterschneidhart: Erdstall mit sich überkreuzenden Gängen unter einem Hof neben der Kirche, verfüllt im 15. Jahrhundert[13]
- Schloss Egg: Unter dem Palas, mit Zugang vom Hauptkeller, befindet sich ein  Erdstall, der in sich geschlossen ist. Seine Erbauer, sein Alter und Verwendungszweck geben bis heute Rätsel auf.
- Teunz: Erdstall Höcherlmühle, 2002 auf freiem Feld entdeckt[14]
- Viechtach: Im Stadtgebiet sind neun Erdställe, in der näheren Umgebung noch sechs andere bekannt.[15]
- Grasfilzing: Erdstall Lkr. Cham[16]

### Baden-Württemberg
- Erdstall von Rot am See
- Ringingen: Erdstall unter dem Brauhaus der Adlerbrauerei[17]

## Datierung
Die eindeutige Datierung der einzelnen Erdställe ist vielfach problematisch, da bisher nur wenige systematische facharchäologische Untersuchungen durchgeführt wurden. Häufig werden sie als fundleer klassifiziert. Zudem wurde bei in der Vergangenheit geborgenen Funden der archäologische Kontext oft nicht beachtet. Sie sind daher lediglich ein Beleg für die Anwesenheit von Menschen im Laufe der verschiedenen Jahrhunderte, haben aber ihren Informationsgehalt für eine Datierung oder gar Zweckbestimmung der Erdställe größtenteils eingebüßt.
Karl Schwarzfischer legte 1980 eine umfangreiche Auswertung der Kleinfunde in den Erdställen vor. Auch für Oberösterreich existiert von 1991 ein Verzeichnis der Funde in den Erdställen. Für Bayern wurden Keramikfunde aus mehreren Erdställen von Werner Endres (1937–2015) vorgelegt und 2004 eine detailliertere Bearbeitung der Funde aus dem Erdstall Höcherlmühle (Gde. Teunz, Lkr. Schwandorf) von Verena Kaufmann publiziert. Die von Josef Weichenberger erstellte chronologische Entwicklung für die Erdställe gibt insgesamt ein schlüssiges Bild wieder: Danach kamen die Erdställe um 1100 auf und hatten im 12. und 13. Jahrhundert ihre „Hochblüte“. Ab dem 13. Jahrhundert wurden in Bayern Erdställe wieder verfüllt, eine deutliche Häufung der Erdstall-Verfüllungen zeigt sich im 15. und 16. Jahrhundert. Ab ca. 1500 wurden keine Anlagen mehr gebaut. Funde belegen, dass sich von ungefähr 1100 bis ca. 1945/50 immer wieder Menschen in den Erdställen aufhielten.
14C-Analysen von Probenmaterial aus Erdställen, insbesondere aus gesicherten archäologischen Kontexten, liegen bisher nur vereinzelt vor:

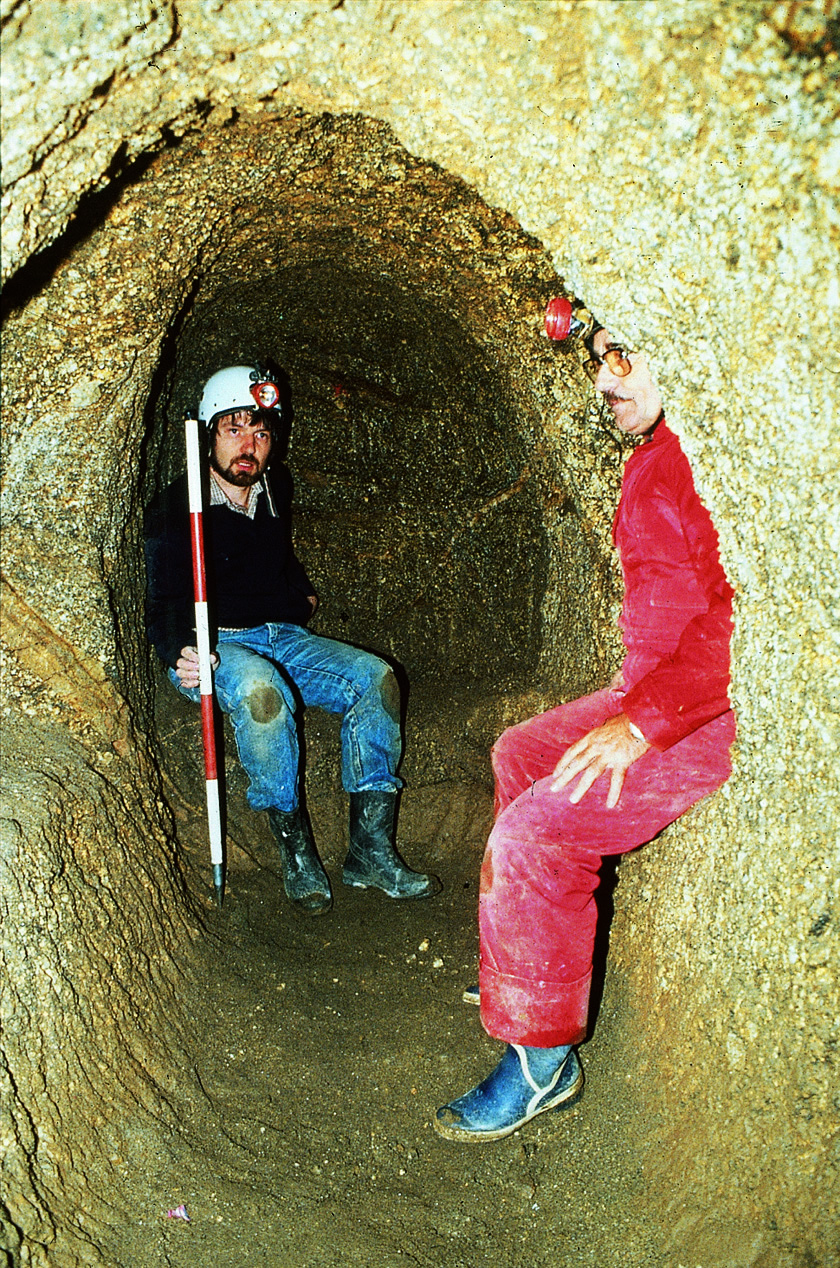
An den Gangenden von Erdställen finden sich oft Nischen und Bänke.

| Erdstall                                   | Material                                                | Datierung                                 | datierende Funde                |
| ------------------------------------------ | ------------------------------------------------------- | ----------------------------------------- | ------------------------------- |
| Höcherlmühle (Gde. Teunz, Lkr. Schwandorf) | Holzkohle, unterste Schicht Bauhilfsschacht             | zwischen 991 und 1163 bzw. 954 und 1071   | -                               |
| Trebersdorf (Gde. Traitsching, Lkr. Cham)  | -                                                       | zwischen 950 und 1050                     | -                               |
| Doblberg (Gde. Glonn, Lkr. Ebersberg)      | Holzabdeckung aus einer Nische in einem Vertikalschlupf | zwischen 1020 und 1160                    | -                               |
| Aying (Lkr. München)                       | Holzkohle aus Laufhorizont und Ruß aus Lichtnische      | Mitte des 11. bis in das 13. Jahrhundert  | -                               |
| Niederpretz (Markt Hutthurm, Lkr. Passau)  | -                                                       | zwischen 1051 und 1088 bzw. 1045 und 1213 | -                               |
| Grasfilzing (Gde. Arnschwang, Lkr. Cham)   | zersetztes nicht identifizierbares organisches Material | zwischen 1297 und 1388 bzw. 1289 und 1394 | Keramik 12. bis 14. Jahrhundert |

### Errichtung
Ein Holzkohlefund aus dem Bauhilfsschacht eines Erdstalls in Bad Zell (Oberösterreich) wurde mittels Radiokohlenstoffdatierung (14C) in die Zeit zwischen 1030 und 1210 datiert. Der Erdstall Höcherlmühle (Bayern) ist ebenfalls nach einer 14C-Datierung aus dem Bauschacht frühestens zwischen dem Ende des 10. und der Mitte des 11. Jahrhunderts n. Chr. gebaut worden. Da Bauhilfsschächte nur für die Errichtung eines Erdstalls angelegt und zugeschüttet wurden, sobald der Erdstall fertiggestellt war, kann angenommen werden, dass die Erdställe in dieser Zeit errichtet worden sind. Im Erdstall von Rot am See wurde ein Gang mit Steinblöcken nachträglich wieder zu einem Durchschlupf verengt, was nach einer 14C-Datierung der Lehmverfugung zwischen 1034 und 1268 n. Chr. geschehen ist.

### Nutzung
Darüber hinaus ermöglichen Funde in Erdställen eine Aussage darüber, wann die Gänge von Menschen aufgesucht wurden.
- Holzkohle aus dem Erdstall von Trebersdorf, die mittels Radiokohlenstoffdatierung datiert wurde, erbrachte ein Datum von 950 bis 1050.[22]
- Die Radiokohlenstoffdatierung von Proben aus dem Erdstall von Kühried in Bayern zeigte ein Datum von 950 bis 1160.[23]

In einem Erdstall in Pregarten im Bezirk Freistadt fanden sich an einem Gangende ein hölzerner Schemel, eine Feuerstelle und Keramik. Es handelt sich dabei um Bruchstücke von Gefäßen mit Bodenzeichen aus der Zeit um 1100. In einem Erdstall in der Gemeinde St. Agatha im Bezirk Grieskirchen fanden sich Keramikbruchstücke von Gefäßen des 12. Jahrhunderts.

### Urkundliche Erwähnung
Die erste urkundliche Erwähnung der Bezeichnung „Erdstall“ stammt aus dem Jahr 1449. Im Urbar der Herrschaft Asparn an der Zaya ist ein Untertan namens Methl Huendl erwähnt, der für den 3 1⁄2 Joch großen Acker „auf den erdstelln“ sechs Pfennig an die Herrschaft zu zahlen hat. Ein Untertan namens Tumeregker muss für sein 3 Joch großes Feld „auf den erdstelln“ ebenfalls sechs Pfennig an Abgabe entrichten.

## Zweck
Erdställe sind weder Bergbau- noch Prospektions- oder Quellstollen. Die im Laufe der Zeit entwickelten Thesen über ihren Zweck lassen sich generell drei verschiedenen Grundannahmen zuordnen: Die einen gehen davon aus, dass Erdställe als Zweckbauten angelegt wurden. Für einen längeren Aufenthalt waren die Anlagen allerdings nicht geeignet. Andere Theorien nehmen hingegen an, dass diese unterirdischen Bauwerke als Kultstätten oder Sakralbauten im Zusammenhang mit vorchristlichen Ritualen oder aber hochmittelalterlichen Jenseitsvorstellungen (als Leergräber oder Seelenkammern) geschaffen worden sind (Löffelmann 1997). Auch ein Zusammenhang mit dem Durchschlupfbrauchtum wird postuliert, wie es z. B. an der Kirche St. Petrus bei Marienstein (Markt Falkenstein, Lkr. Cham) im Bayerischen Wald praktiziert wird. Die ab 1719 anstelle eines Vorgängers errichtete Kirche wurde so gebaut, dass zwischen Kirchenwand und Felsen ein künstlicher Durchschlupf entstand. Die Gläubigen kamen hierhin, um ihre körperlichen Leiden abzustreifen, wenn sie sich durch den schmalen Spalt zwischen Granitfels und Kirchenmauer durchzwängten.

### Kultstätten
Die Kultstätten-These geht davon aus, dass es sich bei Erdställen um symbolische Leergräber handelt. Solche Leergräber sollen von mittelalterlichen Siedlern am neuen Wohnort gegraben worden sein, um für die Seelen ihrer Ahnen ein neues, symbolisches Grab anzulegen, weil sie die alten Gräber zuvor an den alten Siedlungsorten zurücklassen mussten. Eine Variante ist die These von der „Seelenkammer“. Der 2007 verstorbene Heimatforscher Anton Haschner aus Markt Indersdorf vermutete in den Erdställen einen vorübergehenden Aufenthaltsort der Seelen von Verstorbenen, an dem sie die „Wartezeit“ bis zum Jüngsten Gericht verbringen würden. Die Lebenden wollten damit vermeiden, dass die Verstorbenen Angst und Schrecken unter den Menschen verbreiten könnten. Erst als sich die theologische Vorstellung des Fegefeuers Ende des 11. Jahrhunderts herausbildete, hörten die Menschen damit auf, Erdställe zu errichten, da sie die Seelen nun sicher an einem jenseitigen Ort aufgehoben glaubten.
Gelegentlich wird als Argument für diese These angeführt, dass manche Erdställe spitzbogige Bauelemente aufweisen, was an sakrale Gebäude erinnere. Der im 13. Jahrhundert aufkommende Spitzbogen ist jedoch nicht auf Sakralbauten beschränkt, er findet sich als typisches stilistisch-konstruktives Element der gotischen Stilepoche genauso an den Profanbauten.
Dem Bau-Element des Rundgangs am Ende mancher Erdstall-Anlagen lässt sich kein praktischer Nutzen zuschreiben.

### Zufluchtsstätten
Der Zufluchtsstätten-These zufolge wurden Erdställe als Verstecke angelegt, in denen gefährdete Personen etwa bei Überfällen „wie vom Erdboden verschluckt“ verschwinden konnten. Viele Erdställe weisen Bauelemente auf, die nur bei einer Deutung als Zufluchtsort sinnvoll erklärt werden können, etwa Verriegelungsvorrichtungen, die ausschließlich von innen bedient werden können. Auch Nischen, Bänke und Luftlöcher in Erdställen weisen auf die Verwendung als Aufenthaltsort von Menschen hin.
Ein wichtiger Hinweis zum Zweck der Erdställe ist in einer unter dem Namen „Kleiner Lucidarius“ oder „Seifried Helbling“ erschienenen Sammlung von 15 Gedichten aus dem Ende des 13. Jahrhunderts enthalten. Darin wird erzählt, wie ein Bauer bei einem Überfall auf den Bauernhof Frau und Kind in einem „slâfluoc“ bzw. „sloufluoc“ versteckt. Der Begriff ist zusammengesetzt aus dem Grundwort „luoc“ und dem Bestimmungswort „slouf“. Die Wortbedeutung richtet sich nach dem Grundwort, welches als „Höhle“, „Loch“ und im übertragenen Wortsinne als Versteck übersetzt werden kann. Das Bestimmungswort „slouf“ kann als Schlüpfen, Schliefen oder Schlufen verstanden werden. Damit ergibt sich eine Bedeutung als „Schlupfloch“.
Während die Zusammensetzung „sloufluoc“ sich bisher nur bei Seifried Helbling findet, sind die Wörter in anderen Verbindungen öfter zu beobachten. Der Zweck des „sloufluoc“ war das Versteck. Im 15. Gedicht wird es mit Befestigungen, Burgen und Städten gleichgesetzt, in denen sich Ritter und Bürger vor Feinden verschanzen. Es scheint sich um einen regionalen Begriff für Erdställe des späten Mittelalters zu handeln. Der Autor des Seifried Helbling stammt aus Niederösterreich, so dass ihm die Anlagen bekannt gewesen sein dürften. Ab dem 15. Jahrhundert erscheint dann der Terminus Erdstall.
Mit Seifried Helbling kann erstmals eine mittelalterliche Quelle identifiziert werden, die die Benutzung eines Erdstalls im 13. Jahrhundert beschreibt. Möglicherweise sollte er nur als Schutz für Frau und Kinder während eines kurzfristigen Überfalls dienen. Der Text lässt anklingen, dass der Begriff „sloufluoc“ für eine derartige Anlage eventuell weiter verbreitet und die Nutzung als „Festung der Bauern“ zumindest regional üblich war. Dieser Umstand spricht dafür, dass die Anlagen auch zu diesem Zweck errichtet worden sind. Sie können damit im Kontext des mittelalterlichen Fehdewesens gesehen werden, das die Zerstörung gegnerischen Besitzes, also auch der Höfe bäuerlicher Hintersassen, als wichtiges Mittel der Konfliktaustragung kannte.
Ebenfalls zu berücksichtigen sind hier auch Untergangsprophezeihungen, wie der Toledobrief von 1186, der eine weite Verbreitung fand. So wurde die coniunctio aurea (Jupiter und Saturn) im Sternzeichen Waage von den Astrologen gedeutet als Vorzeichen für schreckliche Erdbeben, Unwetter und vor allem verheerende Stürme, die sämtliche Häuser dem Erdboden gleich machen und das Ende der Menschheit bedeuten sollten. Solche Prophezeiungen wurden 1179 an Höfe und Klöster in ganz Europa verschickt.
Ausgehend von Schriftquellen und den archäologischen Befunden wurden Erdställe von den Bewohnern der Hofstellen genutzt, zu denen sie gehörten, d. h. sie waren kein Versteck für eine größere Dorfgemeinschaft.
Die für Erdställe typischen hautengen Schlupfe bewirken einen wirksamen Schutz gegen Eindringlinge. Die engen, winkeligen Gänge zwingen Eindringlinge, sich einzeln und in kriechender Stellung fortzubewegen. Beim Durchqueren der Engstelle ist ein Eindringling in seiner Bewegungsfreiheit deutlich eingeschränkt und kann seine Hände nicht zu seiner Verteidigung verwenden, hinzu kommt, dass er den engen, dunklen und verwinkelten Gang vor sich im Gegensatz zum Verteidiger nicht kennt. So sind Eindringlinge einem Verteidiger hilflos ausgeliefert und können sogar von einem deutlich schwächeren Gegner überwältigt werden. Die engen und leicht zu tarnenden Einstiege belegen die Geheimhaltung der Anlage.
Bei Überfällen ermöglicht der Erdstall ein rasches Verschwinden und Verstecken. Erdställe, die in direkter Verbindung mit mittelalterlichen Wehranlagen stehen und wesentlicher Bestandteil der Wehranlage sind, sprechen ebenfalls für die Zufluchtsstätten-These. Beispiele für derartige Erdstallanlagen finden sich unter dem Hausberg von Gaiselberg oder Großriedenthal (Niederösterreich) oder unter der Wehrkirche von Kleinzwettl (Niederösterreich, Bezirk Waidhofen an der Thaya). Von dieser Wehrkirche aus ist ein 52 Meter langes Gangsystem zugänglich.
Wenn auch nicht aus der Zeit ihrer Errichtung, so gibt es doch zahlreiche Belege, dass Erdställe zumindest später immer wieder als Zufluchtsanlagen genutzt wurden und dafür durchaus geeignet sind. Dass Erdställe für einen kurzen Aufenthalt geeignet sind, ist empirisch erwiesen. Drei Personen konnten bei einem Experiment problemlos 48 Stunden in einem Erdstall überleben.
Andererseits ist der Aufenthalt in Erdställen unbequem, in den Kammern kann ein Erwachsener meist nicht aufrecht stehen. Eingeschränkte Bewegungsfreiheit, Kälte und Feuchtigkeit stellen eine erhebliche Belastung dar. Erdställe sind nur für einen kurzen Aufenthalt geeignet, weil die lebensnotwendige Nahrung und Wasser mitgenommen werden müssen. In Erdstallanlagen fehlt auch die Möglichkeit, Fäkalien zu entsorgen. Diese können bestenfalls vergraben werden.
Kranke, alte und zu dicke Menschen oder Schwangere können die engen Schlupfe nicht passieren. Die in Erdställen herrschende niedrige Temperatur kann wegen Sauerstoffmangels und Rauchbildung nicht durch ein Feuer erhöht werden; selbst wenn Abzüge für den Rauch vorhanden gewesen wären, hätte dieser das Versteck verraten. Hätten Plünderer den Eingang zu einem Erdstall entdeckt, dann hätten sie die Menschen im Erdstall ausräuchern oder den Eingang zuschütten können, was für die im Erdstall Eingeschlossenen den Erstickungstod zur Folge gehabt hätte.
Zudem wurden in Erdställen kaum Artefakte gefunden, was gegen den Aufenthalt von Menschen spricht, da auch bei einem nur kurzen Aufenthalt doch mit verlorenen oder zurückgelassenen Gegenständen zu rechnen wäre.

## Erdstallforschung
Als Pionier der Erdstallforschung gilt der Benediktiner-Pater Lambert Karner (Stift Göttweig). Er untersuchte von 1879 bis 1903 zahlreiche Erdställe und publizierte seine Forschungsergebnisse in dem Buch „Künstliche Höhlen aus alter Zeit“. Karner führt in seinem Werk eine Reihe von Argumenten gegen die Fluchtwegtheorie an.
Der Heimatforscher Franz Xaver Kießling beschäftigte sich speziell mit den Erdställen des Waldviertels (Nordwestliches Niederösterreich).
In Bayern setzte sich Karl Schwarzfischer ab 1950/60 ausgiebig mit Erdställen auseinander und gründete 1973 den Arbeitskreis für Erdstallforschung. Von ihm gingen durch seine Forschungen, Publikationen und einer breiten Öffentlichkeitsarbeit viele Impulse aus. Er gilt als der Wegbereiter der heute noch aktiven Erdstallforschung im deutschsprachigen Raum. Der Arbeitskreis für Erdstallforschung mit Sitz in Roding (Bayern) koordiniert die Erdstallforschungen mit Ausgrabungen, Vermessungen und internationalen Treffen und publiziert seit 1975 in seinen Jahresheften Der Erdstall aktuelle Forschungsergebnisse.
Erst in den letzten Jahrzehnten werden Erdställe gelegentlich auch durch die zuständigen Denkmalpflegebehörden untersucht. Beispiele sind die Erdställe von Stützenhofen in Niederösterreich 1983, Rot am See in Baden-Württemberg 1990, Mitterschneidhart in Niederbayern 1991, und 2011 im oberbayerischen Glonn. Damit wird heute auch die denkmalpflegerische Bedeutung der Erdställe anerkannt.

## Museen und öffentlich zugängliche Erdställe
Am Kapellenberg von Althöflein in der Marktgemeinde Großkrut in Niederösterreich gibt es ein Erdstallmuseum, bei dem auch die dortigen Erdställe besichtigt werden können.
Im oberpfälzischen Neukirchen-Balbini befindet sich seit 2019 ein Erdstall-Forschungszentrum mit Archiv, Europäischer Bibliothek für Erdstallforschung und Museum. Unter dem denkmalgeschützten Schießl-Hof, in dem eine interaktive Dauerausstellung über Erdställe informiert, liegt ein originaler Erdstallgang, in den Besucher einen Blick werfen können. Für wissenschaftliche Recherchen stehen die Fachbibliothek und digitalisiertes Informationsmaterial aus Archivbeständen des Arbeitskreises für Erdstallforschung e. V. zur Verfügung.
Im Rahmen einer Führung kann in Zwiesel (Bayern) ein unterirdisches Gangsystem besichtigt werden, dessen Ursprünge in Erdställen liegen.
Von 2010 bis 2012 wurde im Freilichtmuseum Glentleiten, in Passau und Kelheim eine Wanderausstellung über Erdställe gezeigt.
Der Erdstall Ratgöbluckn in Perg ist der größte begehbare Erdstall in Oberösterreich und gehört zu den Außenanlagen des Heimathaus-Stadtmuseum Perg.
Im Jahr 2015 wurde das „Sub Terra Museum Vorau“ im Stift Vorau eröffnet. Unter dem Stift existiert nach Meinung des Höhlenforschers Heinrich Kusch ein Labyrinth an Gängen, das sich über sieben Ebenen bis in eine Tiefe von mehr als 78 Metern erstrecken soll, wofür es aber keinerlei wissenschaftlichen Beweis gibt.

## Filme
- In der Pilotfolge Das Labyrinth von 2008 der ZDF-Fernsehserie Ihr Auftrag, Pater Castell geht es um Erdställe.
- Exkursion in die Unterwelt – Erdstallforschung in Stamsried.[37]

## Sagen
- Ludwig Bechstein: Wichtlein an der Altmühl[38] (Sage über das Schlaufloch mit unterirdischem Gang im Burgstein bei der Bubenroder Mühle im Altmühltal.)